# Monceau-le-Neuf-et-Faucouzy
Monceau-le-Neuf-et-Faucouzy es una comuna francesa situada en el departamento de Aisne, de la región de Alta Francia.

## Geografía
Está ubicada a 20 km al suroeste de Vervins.

## Demografía
| 483 | 459 | 418 | 370 | 348 | 330 | 344 | 321 |
| Para los censos de 1962 a 1999 la población legal corresponde a la población sin duplicidades (Fuente: INSEE [Consultar]) |     |     |     |     |     |     |     |